# Поєнь (Денсуш, Хунедоара)
Поєнь, Поєні (рум. Poieni) — село у повіті Хунедоара в Румунії. Входить до складу комуни Денсуш.
Село розташоване на відстані 292 км на північний захід від Бухареста, 39 км на південь від Деви, 118 км на схід від Тімішоари.

## Населення
За даними перепису населення 2002 року у селі проживали 110 осіб, усі — румуни. Усі жителі села рідною мовою назвали румунську.